# Високий Косцюл
Високий Косцюл (пол. Wysoki Kościół) — село в Польщі, у гміні Вішня-Мала Тшебницького повіту Нижньосілезького воєводства.
Населення — 160 осіб (2011).
У 1975-1998 роках село належало до Вроцлавського воєводства.

## Демографія
Демографічна структура станом на 31 березня 2011 року:
|          | Загалом | Допрацездатний вік | Працездатний вік | Постпрацездатний вік |
| -------- | ------- | ------------------ | ---------------- | -------------------- |
| Чоловіки | 77      | 17                 | 54               | 6                    |
| Жінки    | 83      | 17                 | 50               | 16                   |
| Разом    | 160     | 34                 | 104              | 22                   |